# Central Equatoria

Delstatens läge i Sydsudan.

Central Equatoria (arabiska الاستوائية الوسطى, al-Istiwa'iyya al-Wusta) är en delstat i Sydsudan. Befolkningen uppgick till 1 103 557 invånare vid folkräkningen 2008 på en yta av 43 033 kvadratkilometer. Den administrativa huvudorten är Juba, som tillika är hela Sydsudans huvudstad. Delstaten har gräns mot både Kongo-Kinshasa och Uganda i söder, och hette Bahr al-Jabal fram till den 1 april 2005. 

## Administrativ indelning
Delstaten är indelad i sex län (county):
- Juba
- Kajo-Keji
- Lainya
- Morobo
- Terekeka
- Yei